# Franz Unterforsthuber
Franz Unterforsthuber (* 3. Juni  1876 in Kraiburg am Inn, Ortsteil Lohen; † 29. Dezember 1961 in Traunstein) war ein deutscher Kaufhausbesitzer.

## Werdegang
Unterforsthuber wuchs in ärmlichen Verhältnissen in Kraiburger Ortsteil Guttenburg auf. 1908 eröffnete er in Traunstein im Haus des Weinhändlers Müller in der Bahnhofstraße 16 einen Volks-Bazar. Nach Ende des Ersten Weltkriegs erwarb er 1918 von Guido Schnepf das Hotel Zur Post und baute es zu dem noch heute bestehenden Kaufhaus um. Seit 1921 ist das Haus am Stadtplatz 34 Firmensitz.
Das Kaufhaus, volkstümlich Kaufhaus UFO genannt, entwickelte sich zu einem bekannten Einkaufsanziehungspunkt für den ganzen Chiemgau. 1967 wurde dort die erste Rolltreppe außerhalb Münchens eingebaut. Unterforsthuber leitete das Kaufhaus zunächst gemeinsam mit seiner Ehefrau Mathilde, seinem Sohn Franz junior und der Schwiegertochter. Nach seinem Tod führten sein Sohn und dessen Frau Fanni das Kaufhaus.
Zeitlebens zeigte Unterforsthuber ein besonderes soziales Engagement. Während der Hochinflation organisierte er Holzabgaben und Gabentische für Bedürftige. Er unterstützte nach dem Zweiten Weltkrieg die Erneuerung und Erweiterung der Buchfellner Kapelle und leitete mehr als ein Jahrzehnt den Caritasverein. „Wegen seiner vorbildlichen Anteilnahme am Gemeinschaftsleben der Stadt und aufgrund seiner besonderen Verdienste auf karitativem Gebiet“ wurde er anlässlich seines 80. Geburtstages zum Ehrenbürger der Stadt Traunstein ernannt.
Er war ein eifriger Verfechter der Lehren des Sebastian Kneipp. Die Kneippanlage am Fuße des Wartbergs in Traunstein trägt seinen Namen.

## Ehrungen
- 2. Juni 1956: Ehrenbürgerschaft der Stadt Traunstein[4]
- 1958: Bundesverdienstkreuz am Bande